# Лысенков, Дмитрий Олегович
Дмитрий Олегович Лысенков (род. 6 июля 1982, Ленинград) — российский актёр театра и кино. Лауреат премии «Золотая маска».

## Биография
Родился 6 июля 1982 года в Ленинграде.
В 2000—2007 годах играл в спектаклях Театра имени Ленсовета.
В 2004 году окончил Санкт-Петербургскую государственную академию театрального искусства (курс Владислава Пази и Юрия Бутусова).
В 2007—2018 годах — артист Александринского театра.
Летом 2020 года переехал с семьёй в Москву. Сотрудничает с театрами «Приют комедианта», «Современник», Театром наций. Снимается в кино и сериалах.
В 2021 году участвовал в проекте телеканала «Россия-1» «Танцы со звёздами», где дошёл до финала.

## Личная жизнь
В браке с актрисой Марией Зиминой, дочери София и Алиса.

## Фильмография
| Год          |   | Название                       | Роль                                                       |
| ------------ | - | ------------------------------ | ---------------------------------------------------------- |
| 2000 — 2005  | с | Убойная сила                   | Трофимов                                                   |
| 2004         | с | Принцесса и нищий              | Леонид Лотов                                               |
| 2005         | с | Потерявшие солнце              | Шумахер                                                    |
| 2005         | ф | Танцуют все                    | Мотя                                                       |
| 2006         | ф | Перегон                        | Барон                                                      |
| 2006         | ф | Час пик                        | медицинский работник                                       |
| 2006         | с | Синдикат                       | Кролевич                                                   |
| 2007         | ф | 18-14                          | гусар                                                      |
| 2007         | с | Улицы разбитых фонарей         | Виктор Грязев                                              |
| 2008         | ф | Придел Ангела                  | Жжёнов                                                     |
| 2009         | с | Одержимый                      | Баринов                                                    |
| 2010         | ф | Подсадной                      | наркоман                                                   |
| 2011         | с | Защита свидетелей              | Илья Трефилов                                              |
| 2012         | с | Белая гвардия                  | Иван Русаков                                               |
| 2012         | с | Бездна                         | Геннадий Володин                                           |
| 2012         | с | Новогодний переполох           | дизайнер                                                   |
| 2013         | ф | Сталинград                     | Михаил Чванов                                              |
| 2014         | с | Куприн. Впотьмах               | Свежевский                                                 |
| 2014         | с | Охотники за головами           | врач Сашки                                                 |
| 2014         | с | Небесный суд. Продолжение      | второй судья                                               |
| 2015         | с | Наставник                      | Павел Малинин                                              |
| 2016         | с | Что и требовалось доказать     | Артур Кустас                                               |
| 2016         | ф | Дуэлянт                        | статский чиновник                                          |
| 2016         | с | Бедные люди                    | Веня                                                       |
| 2016         | ф | Ура! Каникулы!                 | Виктор Дидук                                               |
| 2016         | с | Следователь Тихонов            | Крот (Геннадий Костюк)                                     |
| 2016 — 2018  | с | Мажор                          | Илья Семёнов                                               |
| 2017         | с | Демон революции                | Якуб Ганецкий                                              |
| 2017         | с | Отличница                      | Сергей Найдёнов                                            |
| 2018         | с | Домашний арест                 | Всеволод Заварзин                                          |
| 2019         | с | Шторм                          | Олег Леонов                                                |
| 2019         | ф | Жара                           | Николай                                                    |
| 2019         | ф | Девятая                        | Фёдор Ильич Ганин                                          |
| 2019         | ф | Союз Спасения                  | Евгений Оболенский                                         |
| 2019 — 2022  | с | ИП Пирогова                    | Валентин Вольский                                          |
| 2019         | с | Погнали                        | Виктор                                                     |
| 2020         | ф | Серебряные коньки              | доктор                                                     |
| 2020         | с | Окаянные дни                   | Саша                                                       |
| 2020—2022    | с | Девушки с Макаровым            | Денис Куренков                                             |
| 2020         | ф | Игрок                          | коллектор                                                  |
| 2021 — н. в. | с | Вампиры средней полосы         | Константин Сергеевич Бредихин (Костик)                     |
| 2021         | ф | Девятаев                       | Вилли                                                      |
| 2021         | с | Большая секунда                | Ростислав Журавлёв                                         |
| 2021         | с | Почка                          | Сергей                                                     |
| 2021         | ф | Иваново счастье. Новые истории | Иван Борисович                                             |
| 2022         | ф | Многоэтажка                    | Артур                                                      |
| 2022         | ф | Далёкие близкие                | директор школы                                             |
| 2022         | с | Союз Спасения. Время гнева     | Евгений Оболенский                                         |
| 2022         | с | Закрыть гештальт               | Руслан Бельский, интернет-тролль                           |
| 2022         | с | Алиса не может ждать           | Иван, преподаватель укулеле                                |
| 2022         | с | 13 клиническая                 | Клим Сергеевич, чиновник Министерства здравоохранения      |
| 2023         | ф | Чебурашка                      | Ларион, помощник Риммы (прототип — крыса Шапокляк Лариска) |
| 2023         | ф | Поехавшая                      | постоялец                                                  |
| 2023         | ф | Пять процентов                 | Мясоедов                                                   |
| 2023         | с | Соседка                        | Боря                                                       |
| 2023         | с | Госпожа                        | Сергей                                                     |
| 2023         | с | Телохранители                  | адвокат Михаил Александрович Акропович                     |
| 2024         | ф | Мастер и Маргарита             | Латунский                                                  |
| 2024         | ф | Монохром                       | Имя персонажа не указано                                   |
| 2024         | с | Последний богатырь. Наследие   | Цвырь                                                      |

## Театр
Театр им. Ленсовета
- Сарафанов — «Старший сын» (2001)
- Валек — «Вор» (2002)
- Конферансье — «Кабаре» (2003)
- Митрошка — «Владимирская Площадь» (2003)
- Дурачок — «Карл Войцек» (2004)
- Леха Булдаков — «Снегири» (2005)
- Кавалеров — «Заговор чувств» (2005)
- Помпей — «Мера за меру» (2006)
- Глумов — «На всякого мудреца довольно простоты» (2007)

Александринский театр
- Голядкин-младший — «Двойник», Ф. М. Достоевский (2005, реж. В. Фокин)
- Режиссёр — «Баня», В. В. Маяковский (2017, реж. Н. Рощин)
- Почтмейстер — «Ревизор», Н. В. Гоголь (2002, реж. В. Фокин)
- Гэли Гэй — «Человек=Человек», Б.Брехт (2008, реж. Ю. Бутусов)
- Кочкарёв — «Женитьба», Н. В. Гоголь (2008, реж. В. Фокин)
- Хлестаков — «Ревизор», Н. В. Гоголь (2002, реж. В. Фокин)
- Телегин Илья Ильич — «Дядя Ваня», А. П. Чехов (2009, реж. А. Щербан)
- Андрей Фёдорович — «Ксения. История любви», В. Леванов (2009, реж. В. Фокин)
- Гамлет — «Гамлет», У. Шекспир (2010, реж. В. Фокин)
- Петруччо — «Укрощение строптивой», У. Шекспир (2010, реж. О. Коршуновас)
- Арбенин — «Маскарад. Воспоминания будущего», М. Ю. Лермонтов (2014, реж. В. Фокин)
- Свидригайлов — «Преступление и наказание», Ф. М. Достоевский (2016, реж. А. Виднянский)

Театр «Приют комедианта»:
- Человек из Подольска — «Человек из Подольска», Д. Данилов (2018, реж. М. Бычков)
- Родион Раскольников — «Преступление и наказание», Ф. М. Достоевский (2019, реж. К. Богомолов)

Театр наций
- Даниель Кристенсен — «Иранская конференция» (2019, реж. В. Рыжаков)
- Фёдор Протасов — «Живой Т.» (2021, реж. Д. Чащин)

## Награды
- 2006 — Независимая актёрская премия имени Владислава Стржельчика — за лучший дебют (Кавалеров, спектакль «Заговор чувств»)[3]
- 2017 — премия Правительства РФ в области культуры — за исполнение роли Арбенина (спектакль «Маскарад. Воспоминания будущего»)[4]
- 2018 — премия «Золотая маска» — за лучшую мужскую роль второго плана (Свидригайлов, спектакль «Преступление и наказание»)[5]
- 2020 — Премия Станиславского — за роли последних лет[6]